# Aulum-Haderup község
Aulum-Haderup község (dánul: Aulum-Haderup Kommune) egy megszűnt község (kommune, helyi önkormányzattal rendelkező közigazgatási egység) Dániában, Ringkjøbing megyében.
A 2007. január 1-jén életbe lépő közigazgatási reform során Aaskov és Trehøje községekkel együtt Herning községhez csatolták.